# 胫毛双舟蛛
胫毛双舟蛛（学名：Dicymbium tibiale）为皿蛛科双舟蛛属的动物。分布于欧洲以及中国大陆的湖北、新疆等地。该物种的模式产地在欧洲。